# 다런향

다런향의 위치

다런향(한국어: 달인향, 중국어: 達仁鄉, 병음: Dárén Xiāng)은 중화민국 타이둥현의 향이다. 넓이는 306.4454km2이고, 인구는 2015년 8월 기준으로 3,602명이다.

## 지리
다런향은 타이둥현 남단에 위치하고, 북쪽은 진펑향과 동쪽은 다우향과 동북쪽은 타이마리향과 서쪽은 핑둥현 라이이향, 춘르향 및 스쯔향과 남쪽은 핑둥현 무단향과 각각 접하며, 남동쪽은 태평양에 접하고 있다. 중양산맥 남단의 다우산 남쪽 기슭에 위치하기 때문에, 총 면적의 90%이상이 구릉 또는 산악지여서 평지는 지극히 적다. 향내에는 다우시(大武渓), 안숴시(安朔渓), 펑강시(楓港渓) 등이 흐르고 있다. 주민의 상당수는 파이완족이 차지하고 있다.

## 역사
다런향은 옛날에는 원주민인 파이완족의 활동 범위이며, 청대에는 아랑위사(阿塱衛社)가 설치되었다. 아랑위란 '광대한 물건이 점차 축소되는 것'을 말하며, 사방으로 산재 하고 있던 사민이 점차 집합해 아랑위사를 형성했으므로 이 이름이 나왔다고 한다.
일본 통치 시대에 다런 향의 원주민을 5사로 분할해, 다이토청 다이부 지청의 관할로 했다. 그 후 다이부구(大武区), 다이부장(大武庄)으로 행정이 변경되었지만 모두 경찰에 의해 행정, 교육, 위생 사업이 행해졌다. 전후에는 타이둥현 다우향으로 개편되었지만, 1946년에 다우향으로부터 분할되어 안숴시 하구에 위치하는 다런촌을 향명에 사용해, 다런향이 설치되었다.